# Guillaume de Mantoue
Pour les articles homonymes, voir Guillaume de Montferrat et Guillaume X.
Guillaume Gonzague (en italien : Guglielmo Gonzaga), né le 24 avril 1538 à Mantoue et mort le 14 août 1587 à Goito, est un prince italien de la Maison de Gonzague.
Il est le troisième duc de Mantoue, sous le nom de Guillaume Ier, et marquis puis premier duc de Montferrat, sous le nom de Guillaume X.

## Biographie
Guillaume, fils puîné de Frédéric II de Mantoue et de Marguerite de Montferrat, n'a que douze ans lorsqu'il succède à son frère François III qui meurt en 1550.
Guillaume était destiné à la carrière ecclésiastique et l'on a d'abord pensé à Louis qui a onze ans pour succéder à François, d'autant que Guillaume est affligé de cette bosse dorsale due à la gibbosité héréditaire qui afflige certains descendants des Malatesta. Mais Guillaume se montre digne et fort capable d'être à la hauteur de la tâche qui va lui incomber. En tout état de cause, il n'a pas les vingt-trois ans requis et la régence qu'assuraient pour François sa mère Marguerite et son oncle Hercule le cardinal, continue.
À sa majorité en 1561, une des premières actions de Guillaume, libéré de la régence, est de prendre épouse et de consacrer le lien avec la maison impériale des Habsbourg qui a tourné court avec le décès de son frère en épousant Éléonore, nièce également de Charles Quint.
Guillaume est un homme sévère, aussi bien dans les affaires politiques que dans le domaine culturel. Très administratif, il organise, parfois à outrance. Ainsi, pour le marquisat de Montferrat, il fait payer très cher la protection (contre un éventuel envahissement par la duché de Savoie) qu'il apporte à ses habitants par le biais de taxes excessives. Ceci au point qu'il a contre lui, une conjuration, en octobre 1567, éventée à temps, et qu'il pense échanger ce marquisat éloigné de Mantoue contre un autre plus proche. Il réorganise les institutions de Mantoue comme la justice pour laquelle il met en place un Sénat de Justice, reflet d'une mainmise étatique. Sur le plan économique, il va, comme son oncle Hercule, favoriser l'implantation dans sa cité de Mantoue de manufactures voire d'usines qui vont largement contribuer à l'enrichissement du duché.
Sa sévérité conservatrice transparaît aussi dans ses goûts artistiques. Il apprécie fort la musique au point de composer lui-même quelques œuvres polyphoniques qui reflètent une conception austère. Il n'en reste pas moins mécène et accueille, entre autres, Paolo Isnardi, Le Tintoret, de 1578 à 1580, qui exécute pour lui les huit toiles intitulées Les Fastes des Gonzague (aujourd'hui à l'Alte Pinakothek de Munich). Il fait également construire par Giovan Battista Bertani, architecte mantouan, la basilique palatine de Sainte-Barbara, ainsi que le Grand Appartement du château, qui, ajouté au corps de bâtiment de la Corte Nuova, établit un lien avec le Castel San Giorgio construit au XVe siècle.
Ferdinand Ier, son beau-père, devenu empereur germanique en 1556 le fait chevalier de l'ordre de la Toison d'or en 1559 et c'est le fils de Ferdinand, Maximilien II, qui l'élève, en 1574, à la dignité de duc de Montferrat.

### Mariage et descendance
Guillaume épouse, le 26 avril 1561 à Mantoue, Éléonore d'Autriche , fille de Ferdinand Ier, empereur germanique et d'Anne Jagellon et donc sœur de Catherine d'Autriche, veuve de François III de Mantoue, le frère aîné de Guillaume. Ils ont trois enfants :
- Vincent qui sera le 4e duc de Mantoue, et 2e duc de Montferrat, sous le nom de Vincent Ier ;
- Marguerite de Mantoue (1564-1618), qui épouse, en 1579 Alphonse II d'Este (1533-1597), duc de Ferrare et de Modène ;
- Anne-Catherine de Mantoue (1566-1621), qui épouse, en 1582 Ferdinand, archiduc de Tyrol, fils de Ferdinand Ier. Ce mariage consacre une triple alliance Gonzague-Habsbourg après ceux de son oncle François et de son père.

Éprouvé par la goutte et l'arthrose, Guillaume meurt en 1587, à l'âge de 49 ans, d'une crise de malaria.